# Bad Alexandersbad
Bad Alexandersbad – miejscowość i gmina uzdrowiskowa w Niemczech, w kraju związkowym Bawaria, w rejencji Górna Frankonia, w regionie Oberfranken-Ost, w powiecie Wunsiedel im Fichtelgebirge, wchodzi w skład wspólnoty administracyjnej Tröstau. Leży w Smreczanach, przy drodze B303. Znana z leczniczych jezior torfowiskowych.
Gmina położona jest 3 km na południe od centrum Wunsiedel, 33 km na południe od Hof i 30 km na północny wschód od Bayreuth.

## Dzielnice
W skład gminy wchodzą następujące dzielnice: Dünkelhammer, Kleinwendern, Sichersreuth i Tiefenbach.

## Demografia
| Rok  | Liczba mieszk. |
| ---- | -------------- |
| 1970 | 968            |
| 1987 | 1.238          |
| 2000 | 1.337          |
| 2006 | 1.219          |

## Historia
Jako część Księstwa Bayreuth (od 1972 wraz z księstwem pod władaniem pruskim) w wyniku Traktatu tylżyckiego (1807) w 1810 miejscowość stała się częścią Bawarii. Gmina Bad Alexandersbad powstała w 1818. Dr Georg Fikentscher odkrył tutaj pierwsze w Bawarii zimne źródła lecznicze i w 1839 powstała spółka zagospodarowująca tymi wodami.